# Diego Arboleda
Arboleda   Ospina est un nom espagnol. Le premier nom de famille, en général paternel, est Arboleda ; le second, en général maternel, souvent omis, est Ospina.
Pour les articles homonymes, voir Arboleda (homonymie).
Diego Alejandro Arboleda Ospina, né le 16 août 1996, est un coureur cycliste colombien, spécialiste du BMX. 
Son frère Juan Pablo Arboleda pratique également le BMX.

## Palmarès

### Championnats du monde
- Glasgow 2023
  - 10e du BMX

### Coupe du monde
- 2014 : 116e du classement général
- 2016 : 76e du classement général
- 2017 : 40e du classement général
- 2018 : 53e du classement général
- 2019 : 24e du classement général
- 2020 : 22e du classement général
- 2021 : 6e du classement général, vainqueur d'une manche
- 2022 : 6e du classement général, vainqueur d'une manche
- 2023 : 3e du classement général
- 2024 : 14e du classement général

### Championnats panaméricains
- Americana 2019
  -  Médaillé de bronze du BMX
- Lima 2021
  -  Champion panaméricain de BMX
- Santiago del Estero 2022
  -  Champion panaméricain de BMX
- Bogota 2024
  -  Champion panaméricain de BMX
- Chillán 2025
  -  Champion panaméricain de BMX

### Coupe d'Europe
- 2022 : 3e du classement général, vainqueur de deux manches
- 2023 : 7e du classement général, vainqueur d'une manche

### Jeux sud-américains
- Asuncion 2022
  -  Médaillé d'argent du BMX

### Jeux d'Amérique centrale et des Caraïbes
- San Salvador 2023
  -  Médaillé d'or du BMX

### Jeux bolivariens
- Santa Marta 2017
  -  Médaillé d'or du BMX
  -  Médaillé de bronze du contre-la-montre en BMX
- Valledupar 2022
  -  Médaillé d'or du contre-la-montre en BMX

### Championnats de Colombie
- 2017
  -  Champion de Colombie de BMX
- 2019
  -  Champion de Colombie de BMX